# Thomas Michael McMillan
Thomas Michael McMillan, né le 15 octobre 1945, est un politologue canadien et ancien homme politique, ministre de l'Environnement de 1985 à 1988. Membre du Parti progressiste-conservateur du Canada, il est aussi député de Hillsborough de 1979 à 1988. 

## Biographie
Né à Charlottetown, à l'Île-du-Prince-Édouard, il est élu pour la première fois à la Chambre des communes du Canada lors des élections générales de 1979, en tant que député progressiste-conservateur de Hillsborough, à l'Île-du-Prince-Édouard. Il est réélu aux élections de 1980 et 1984. Il est leader parlementaire adjoint de 1983 à 1984, sous la direction du chef de l'opposition Brian Mulroney.
À la suite de la victoire écrasante des conservateurs aux élections générales de 1984, Mulroney nomme McMillan au Cabinet en tant que ministre d'État chargé du Tourisme. Un an plus tard, McMillan est nommé ministre de l'Environnement, en remplacement de Suzanne Blais-Grenier.  
Thomas McMillan est resté ministre de l'Environnement jusqu'à sa défaite aux élections générales de 1988, en raison de l'opposition de ses électeurs à l'Accord de libre-échange Canada-États-Unis,. En août 1989, il est nommé consul général du Canada à Boston,. Il reçoit un doctorat honorifique de l'Université d'État de Bridgewater en 1993 pour, selon les mots de son président, le Dr Adrian Tinsley, « une réalisation importante au nom du Canada en faveur d'une politique forte et durable ». Il maintient son engagement politique et tente en vain de regagner son siège aux élections générales de 1993. À la demande du nouveau chef du Parti progressiste-conservateur, Jean Charest, il tente un autre retour, cette fois lors des élections générales de 1997, dans la circonscription de Peterborough, en Ontario. Mais il est encore battu par le candidat libéral Peter Adams et  par Nancy Branscombe du Parti réformiste.
Il écrit un livre à succès, en partie mémoire et en partie analyse politique, intitulé Not My Party: The Rise and Fall of Canadian Tories from Robert Stanfield to Stephen Harper, publié par Nimbus Publishing, en 2016.

## Archives
Il existe un fonds Tom McMillan à Bibliothèque et Archives Canada.